# 파레파레

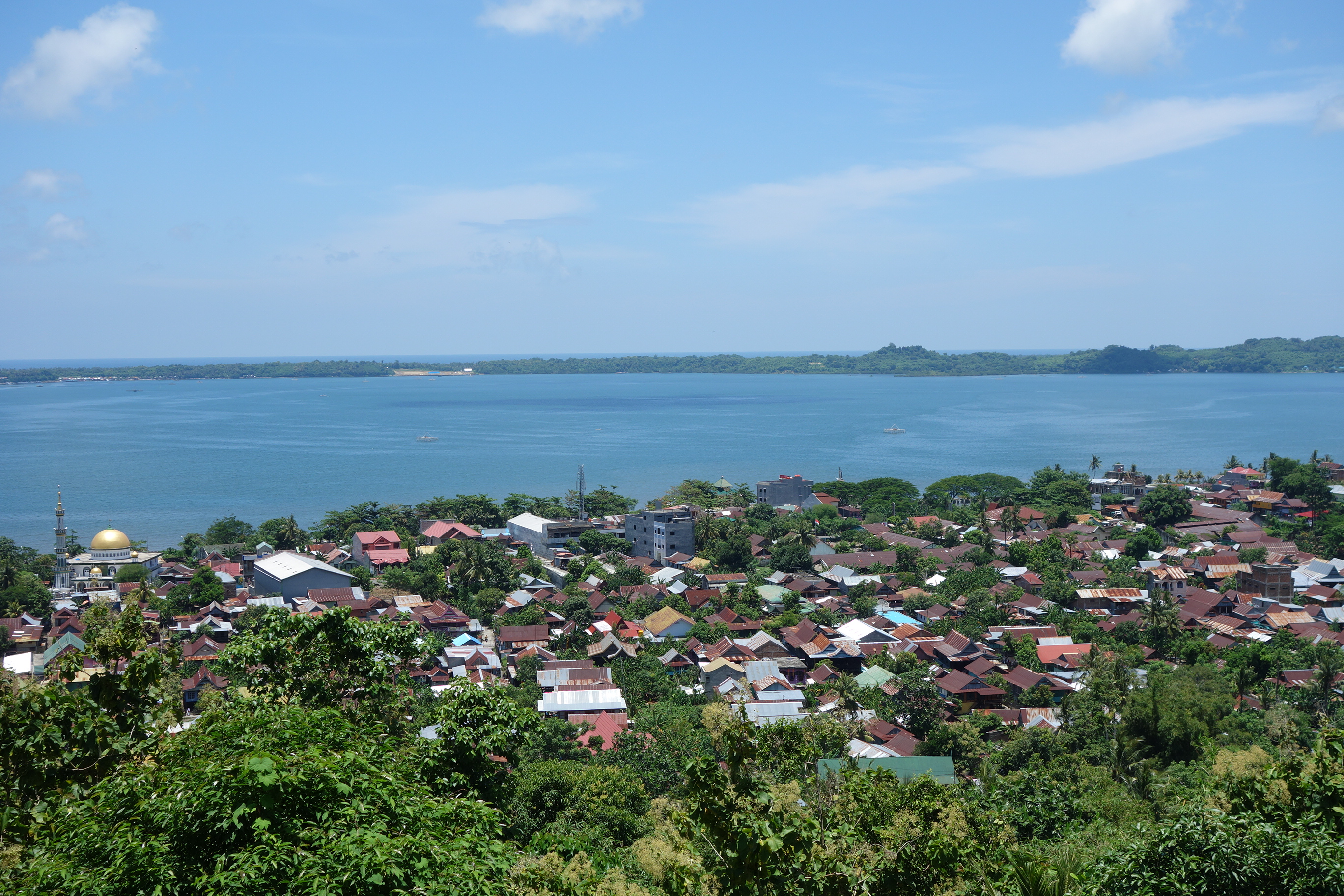

파레파레(인도네시아어: Pare-Pare)는 인도네시아 술라웨시슬라탄주의 도시이다. 인도네시아 제3대 대통령 바하루딘 유숩 하비비의 출생지이기도 하다.